# Cristina García (actriz española)
Cristina García López (Bembibre, León, 5 de junio de 1969) es una actriz española de teatro, cine y televisión.

## Biografía
Cristina García López nació en Bembibre, provincia de León y vive en Valencia. Estudió en la escuela Moma Teatre de Carlos Alfaro y formó parte de la compañía Moma Teatre desde 1989 hasta 1995. Forma parte de la organización Miniteatro y en 2010 fue galardonada con el Premio a la Mejor Actriz por la AAPV.

## Trabajos

### Televisión
| TELEVISIÓN | TELEVISIÓN              | TELEVISIÓN            | TELEVISIÓN         | TELEVISIÓN   | TELEVISIÓN |
| Año        | Título                  | Papel                 | Cadena             | Notas        |            |
| ---------- | ----------------------- | --------------------- | ------------------ | ------------ | ---------- |
| 2018       | Las señoras del (H)ampa | Jefe de polícia       | Telecinco          | Secundario   |            |
| 2018       | Aço és un destarifo     | Varios personajes     | À punt             | Secundario   |            |
| 2014       | El chiringuito de Pepe  | Pepi                  | Telecinco          | Episódico    |            |
| 2013; 2021 | L´Alqueria Blanca       | Bárbara Sanchis Masia | Canal Nou / À punt | Secundario   |            |
| 2011       | Unió Musical Da Capo    | Carme                 | Canal Nou          | Protagonista |            |
| 2009       | Check-in Hotel          | Múltiple              | Canal Nou          | Protagonista |            |
| 2009       | Las estupendas          | Carla                 | Telecinco          | Protagonista |            |
| 2007       | Maniàtics               | Raquel                | Canal 9            | Protagonista |            |
| 2005       | Autoindefinits          | Múltiple              | Canal 9            | Protagonista |            |
| 2003       | El Pantano              | Gloria                | Antena 3           | Episódico    |            |
| 2001       | Severo Ochoa            |                       | TVE                | Episódico    |            |

### Cine
| Largometrajes | Largometrajes                   | Largometrajes    | Largometrajes        | Largometrajes |
| Año           | Título                          | Papel            | Director             | Notas         |
| ------------- | ------------------------------- | ---------------- | -------------------- | ------------- |
| 2017          | M’esperaràs?                    | Raquel           | Carles Alberola      | Protagonista  |
| 2015          | El Olivo                        | Mujer del vivero | Iciar Bollain        | Secundario    |
| 2009          | Las dos vidas de Andrés Rabadán | Eva              | B. Durall            | Secundario    |
| 2008          | El amanecer de un sueño         |                  | Freddy Mas Franqueza |               |
| 2001          | La Tarara del Chapao            | Vicente          | Enrique Navarro      | Protagonista  |

| 2015 | Benvingut a casa         | Miguel Marcos                |
| 2012 | Sinvivir                 | Abel Zamora                  |
| 2012 | Vanuatu o la felicidad   | Rafa Piqueras                |
| 2011 | Algo queda               | Ana Lorenz                   |
| 2011 | Un año y un día          | Josep Pitarch                |
| 2005 | El caso de Marcos Rivera | Pedro Uris                   |
| 2004 | Trànsit en hora punta    | Jaume Bayarri                |
| 2003 | La Kedada                | Arturo Franco, Kiko Martínez |
| 1997 | Julia                    | Mercé Rodríguez              |

### Teatro
| 2021 | Barahúnda                    | Gemma Miralles      | IVC                       |
| 2020 | Anestesiadas                 | Rafa Calatayud      | Olympia Metropolitana     |
| 2019 | Dinamarca                    | Carles Alfaro       | IVC                       |
| 2018 | El jardí dels cireres        | Joan Peris          | Teatre Micalet            |
| 2018 | El nom                       | Joan Peris          | Teatre Micalet            |
| 2017 | Els esperantistes            | Paco Zarzoso        | A Prop Teatre             |
| 2017 | El verí del teatre           | Joan Peris          | Teatre Micalet            |
| 2016 | El sopar dels idiotes        | Carles Sanjaime     | Olympia Metropolitana     |
| 2016 | Cinc actrius lligen Rodoreda | Pepa Juan           | El Far Produccions        |
| 2015 | Mecbeth                      | Jaime Pujol         | Ornitorrings              |
| 2015 | Hecatombe                    | Jordi Pla           |                           |
| 2014 | M’esperaràs                  | Carles Alberola     | Albena Teatre             |
| 2013 | Temporada Baja               | Sergio Caballero    | Culturats                 |
| 2012 | Valèntia                     |                     | Projecte Veus             |
| 2012 | Canciones y amor con queso   | Sergio Caballero    | Oscura Teatre             |
| 2011 | Los monólogos de la vagina   | Gabriel Olivares    |                           |
| 2010 | Las sillas                   | Joaquim Candeias    | Tornaveu                  |
| 2009 | La mujer irreal              | Joaquim Policarpo   | Bambalina                 |
| 2006 | 13                           | Carles Alberola     | Albena Teatre             |
| 2005 | Las variaciones Goldberg     | Josep María Mestres | Teatres de la Generalitat |
| 2003 | Pasionaria                   | Jorge Picó          | Bambalina                 |
| 2002 | Lennon                       | Gemma Miralles      | Bambalina                 |
| 2001 | El milagro de Anna Sullivan  | Rafael Calatayud    | La Pavana                 |
| 2000 | Nascuts culpables            | Carles Alfaro       | Moma Teatre               |
| 2000 | Uno solo                     | Victoria Salvador   | Combinats                 |
| 1998 | Alicia                       | Joaquim Hinojosa    | Bambalina                 |
| 1996 | Tal vez, Eva Luna            | Juli Cantó          | Kabuki                    |
| 1993 | Nit i día                    | Carles Alberola     | L´Horta Teatre            |
| 1992 | El cas Woyzeck               | Carles Alfaro       | Moma Teatre               |
| 1986 | La cantante calva            | Joaquim Hinojosa    | Moma Teatre               |
| 1985 | Basted                       | Carles Alfaro       | Moma Teatre               |

## Premios y nominaciones
- Premios AAPV

| Año  | Categoría                                    | Obra                       | Resultado |
| ---- | -------------------------------------------- | -------------------------- | --------- |
| 2019 | Mejor interpretación femenina de audiovisual | M’esperaràs?               | Nominada  |
| 2013 | Mejor interpretación femenina de audiovisual | Sinvivir                   | Ganadora  |
| 2012 | Mejor interpretación femenina de audiovisual | Canciones y amor con queso | Nominada  |
| 2010 | Mejor interpretación femenina de teatro      | Las sillas                 | Ganadora  |
| 2010 | Mejor interpretación femenina de audiovisual | Unió Musical Da Capo       | Nominada  |

- Premios Max

| Año  | Categoría               | Obra               | Resultado |
| ---- | ----------------------- | ------------------ | --------- |
| 2018 | Mejor actriz            | El verí del teatre | Nominada  |
| 2001 | Mejor actriz de reparto | Nascuts culpables  | Nominada  |

- Premio Tablas FTACV

| Año  | Categoría    | Resultado |
| ---- | ------------ | --------- |
| 2018 | Mejor actriz | Ganadora  |

- Premios Tirant

| Año  | Categoría                 | Obra      | Resultado |
| ---- | ------------------------- | --------- | --------- |
| 2008 | Mejor actriz protagonista | Maniàtics | Ganadora  |

- Premios Arts Escèniques, GVA

| Año  | Categoría              | Obra                        | Resultado |
| ---- | ---------------------- | --------------------------- | --------- |
| 2003 | Mejor actriz           | Lennon                      | Nominada  |
| 2003 | Mejor actriz           | El milagro de Anna Sullyvan | Nominada  |
| 2001 | Mejor actriz de teatro | Nascuts culpables           | Ganadora  |
| 1994 | Mejor actriz           | Nit i día                   | Nominada  |